# Vaasan Sähkö Areena
 (avril 2025).
L'arena électrique de Vaasa  (finnois : Vaasan Sähkö Areena) est une patinoire située dans le quartier de Suvilahti à Vaasa en Finlande.

## Description
La patinoire Vaasan Sähkö Areena est gérée par le consortium Vaasanseuden Areena, qui appartient aux villes de Vaasa et de Mustasaari.
La ville de Vaasa détient 84 % de Vaasa Sähkö Areena et Mustasaari 16 %.
La construction de la patinoire Vaasa Sähkö Areena s'est achevée en 1971 et la patinoire a été agrandie plusieurs fois.
Elle a ouvert en 1971.
En 2020, l'arène a subi une rénovation majeure.
La taille de la piste de glace est de 28 m x 58 m.
La patinoire a une capacité de 5 200 spectateurs.
La patinoire accueille, entre-autres, l'équipe de hockey sur glace du Sport Vaasa de la Liiga.

## Galerie
|                    |
| Vaasa Arena, 2018. |

|                       |
| Vue intérieure, 2007. |

|                                 |
| Vaasan Sport contre TuTo, 2005. |